# Helen Craig McCullough
Helen Craig McCullough (1918-1998) va ser una important estudiosa de la poesia i la prosa clàssiques japoneses. Va néixer a California i es va graduar en ciències polítiques a la Universitat de Berkeley el 1939. Després de la pausa per la Segona Guerra Mundial, va entrar l'escola de japonès de la Marina dels Estats Units a Boulder. Va servir com a traductora a Washington i Tòquio fins al 1950, quan va tornar cap a Berkeley i va obtenir un MA i un Doctorat.
Va treballar com a professora a la Universitat Stanford, tornant a Berkeley (1969) on va esdevenir professora el 1975. Els premis rebuts inclouen diverses càtedres visitants i una Medalla d'Honor del govern japonès. Es va retirar el 1988.